# Jozef Štibrányi
Jozef Štibrányi (Vlčkovce, 11 de janeiro de 1940) é um ex-futebolista eslovaco, que atuava como meia.

## Carreira
Jozef Štibrányi fez parte do elenco da Seleção Tchecoslovaca que disputou a Copa do Mundo de 1962.

## Ligações Externas
- Perfil (em inglês)